# Concours Eurovision de la chanson 1965
- Pays participants

Copenhague 1964 Luxembourg 1966
Le Concours Eurovision de la chanson 1965 (en italien : Gran Premio Eurovisione della canzone, « Grand Prix Eurovision de la chanson ») a constitué la 10e édition du concours qui se déroule le samedi 20 mars 1965, à Naples, en Italie. Il est remporté par le Luxembourg, avec la chanson Poupée de cire, poupée de son, interprétée par France Gall. Le Royaume-Uni termine deuxième et la France, troisième.

## Organisation
L'Italie, qui a remporté l'édition 1964, se charge de l'organisation de l'édition 1965.

## Pays participants
Dix-huit pays participèrent au dixième concours, un nouveau record.
La Suède, qui s'est abstenue l'année précédente à la suite d'une grève des artistes, revient et l'Irlande fit ses débuts.

## Format
Le concours a lieu dans l’Auditorium RAI de Naples, la salle de concert des studios napolitains de la radio-télévision italienne, inaugurée en 1963.
L'orchestre était placé au centre de la scène, les artistes à gauche et le tableau de vote à droite. Derrière les artistes, était placé en arrière-fond un agrandissement du sigle de l'Eurovision.
Le programme dura près d'une heure et trente-huit minutes. Pour la toute première fois, il fut diffusé dans les pays d'Europe de l'Est, par le biais du réseau Intervision. Son audience potentielle fut estimée à 150 millions de téléspectateurs, un record pour l'époque.

## Incident
Pour la toute première fois de l'histoire du concours, les répétitions furent interrompues par un incident, qui se produisit entre l'orchestre et la délégation luxembourgeoise. Les musiciens n'apprécièrent guère l'attitude à leur égard de l'auteur-compositeur de la chanson luxembourgeoise, Serge Gainsbourg. Certains comparèrent alors sa partition au bruit du galop d'un cheval et d'autres le huèrent. Gainsbourg, furieux, claqua la porte des répétitions et menaça de retirer sa chanson du concours. Un compromis finit par être trouvé mais une certaine tension persista, qui se refléta dans l'attitude et la prestation de France Gall, qui se dira déstabilisée par l'incident.

## Déroulement

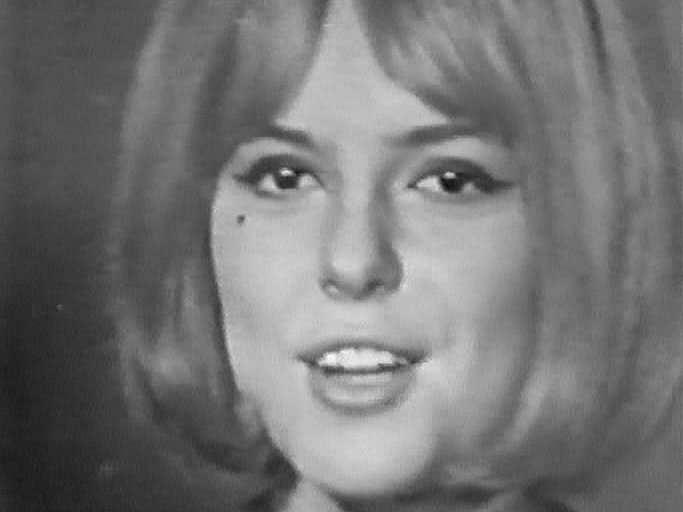
France Gall, la gagnante, lors du concours.

Le concours s'ouvrit sur un gros plan de l'orgue de la salle de concert. Le plan, allant en s'élargissant, dévoila l'orchestre dirigé par Gianni Ferrio, qui fit alors son entrée sous les applaudissements du public.  L'orchestre joua une courte introduction musicale.
La présentatrice de la soirée fut l'actrice Renata Mauro qui s'exprima principalement en italien, mais également en anglais et en français. Elle introduisit  les participants tout en expliquant la signification de leurs chansons.

## Chansons
Dix-huit chansons concoururent pour la victoire.
Comme l'année précédente, le représentant autrichien, Udo Jürgens, s'accompagna au piano durant sa prestation.
Le représentant italien, Bobby Solo, fut le seul concurrent à être accompagné de choristes.

## Controverse

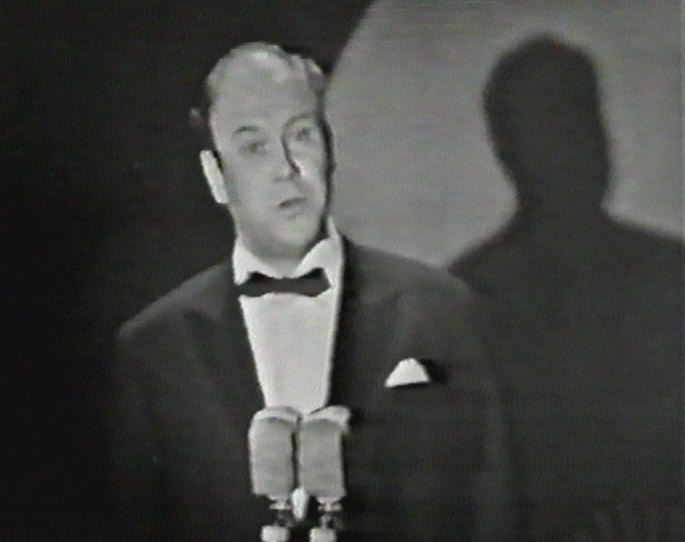
Ingvar Wixell.

Pour la toute première fois de l'histoire du concours, un participant interpréta sa chanson dans une autre langue que la langue nationale de son pays. Il s'agit du représentant suédois, Ingvar Wixell, qui chanta en anglais. Cette démarche, non prévue par le règlement fut vivement contestée, ce qui conduisit à une modification des règles du concours et, dès l'année suivante, à l'interdiction de ce procédé.

## Chefs d'orchestre
| Dolf van der Linden | Eric Robinson   | Adolfo Ventas       | Gianni Ferrio                 | Albert Hause         | Øivind Bergh |
| ------------------- | --------------- | ------------------- | ----------------------------- | -------------------- | ------------ |
| - Pays-Bas          | - Royaume-Uni   | - Espagne           | - Autriche - Irlande - Italie | - Allemagne          | - Norvège    |
| Gaston Nuyts        | Raymond Bernard | William Lind        | Franck Pourcel                | Fernando de Carvalho |              |
| - Belgique          | - Monaco        | - Suède             | - France                      | - Portugal           |              |
| Arne Lamberth       | Alain Goraguer  | George de Godzinsky | Radivoje Spasić               | Mario Robbiani       |              |
| - Danemark          | - Luxembourg    | - Finlande          | - Yougoslavie                 | - Suisse             |              |

## Entracte
Le spectacle d'entracte fut fourni par le chanteur Mario del Monaco. Il interpréta deux chansons napolitaines traditionnelles : O'Paese d'o sole et 'O Sole Mio.

## Vote
Le vote fut décidé entièrement par un panel de jurys nationaux. Les membres des différents jurys furent contactés par téléphone, selon l'ordre de passage des pays participants.
Une seule modification fut apportée au système de vote : les jurys se composaient désormais de dix personnes. Chaque juré disposait de trois votes. Il pouvait attribuer ceux-ci aux trois chansons qu'il estimait les meilleures. Il pouvait également les attribuer à une seule ou à deux chansons. Les votes des jurés étaient ensuite additionnés. Les trois chansons ayant obtenu le plus de votes obtenaient un, trois et cinq votes de la part du jury. Si une seule chanson recevait tous les votes des jurés, elle obtenait neuf votes. Si deux chansons seulement se partageaient tous les votes des jurés, elles obtenaient trois et six votes.
Les résultats des votes furent annoncés oralement, selon l'ordre croissant des votes : un, trois puis cinq votes.
Le tableau de vote employé était identique à celui de l'année précédente : les résultats y étaient indiqués sous forme de flèches graduées et non pas sous forme de chiffres.
À nouveau, le superviseur délégué par l'UER fut Miroslav Vilcek. Il fut aidé dans sa tâche par cinq assistants. C'est lui qui donna le signal de départ du vote et autorisa Renata Mauro à poursuivre, après le décompte des votes de chaque jury national. Il n'intervint qu'à une seule reprise, pour demander au porte-parole du jury espagnol de répéter ses votes.
Le Luxembourg mena le vote du début à la fin.

## Résultats

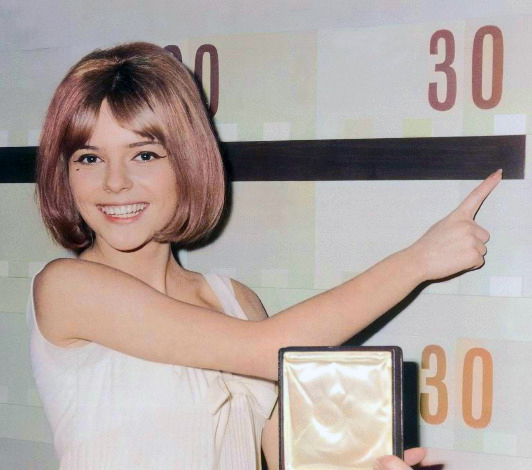
France Gall lors de la soirée après sa victoire, posant devant l'affichage de son score.

Le Luxembourg remporta le concours pour la deuxième fois, obtenant à quatre reprises la note maximale. Seuls dix des dix-huit pays participants lui attribuèrent des votes.
France Gall et Serge Gainsbourg reçurent leur médaille des mains de Mario del Monaco. Leur chanson rencontra un immense succès partout en Europe et pour la première fois de l'histoire du concours, dans le monde entier. Lors de l'émission spéciale Congratulations en 2005, elle fut élue quatorzième meilleure chanson à avoir été présentée à l'Eurovision.
Pour la quatrième année consécutive, quatre pays ne reçurent aucun vote et terminèrent dernier avec « nul point ». Il s'agit de l'Allemagne, de la Belgique, de l'Espagne et de la Finlande. Ce fut la seconde fois pour tous les quatre.
| Ordre | Pays        | Artiste            | Chanson                         | Langue      | Place | Points |
| ----- | ----------- | ------------------ | ------------------------------- | ----------- | ----- | ------ |
| 01    | Pays-Bas    | Conny Vandenbos    | 't Is genoeg                    | Néerlandais | 11    | 5      |
| 02    | Royaume-Uni | Kathy Kirby        | I Belong                        | Anglais     | 2     | 26     |
| 03    | Espagne     | Conchita Bautista  | ¡Qué bueno, qué bueno!          | Espagnol    | 15    | 0      |
| 04    | Irlande     | Butch Moore        | Walking the Streets in the Rain | Anglais     | 6     | 11     |
| 05    | Allemagne   | Ulla Wiesner       | Paradies, wo bist du?           | Allemand    | 15    | 0      |
| 06    | Autriche    | Udo Jürgens        | Sag ihr, ich lass sie grüßen    | Allemand    | 4     | 16     |
| 07    | Norvège     | Kirsti Sparboe     | Karusell                        | Norvégien   | 13    | 1      |
| 08    | Belgique    | Lize Marke         | Als het weer lente is           | Néerlandais | 15    | 0      |
| 09    | Monaco      | Marjorie Noël      | Va dire à l'amour               | Français    | 9     | 7      |
| 10    | Suède       | Ingvar Wixell      | Absent Friend                   | Anglais     | 10    | 6      |
| 11    | France      | Guy Mardel         | N'avoue jamais                  | Français    | 3     | 22     |
| 12    | Portugal    | Simone de Oliveira | Sol de inverno                  | Portugais   | 13    | 1      |
| 13    | Italie H T  | Bobby Solo         | Se piangi, se ridi              | Italien     | 5     | 15     |
| 14    | Danemark    | Birgit Brüel       | For din skyld                   | Danois      | 7     | 10     |
| 15    | Luxembourg  | France Gall        | Poupée de cire, poupée de son   | Français    | 1     | 32     |
| 16    | Finlande    | Viktor Klimenko    | Aurinko laskee länteen          | Finnois     | 15    | 0      |
| 17    | Yougoslavie | Vice Vukov         | Čežnja                          | Croate      | 12    | 2      |
| 18    | Suisse      | Yovánna            | Non, à jamais sans toi          | Français    | 8     | 8      |

## Anciens participants
| Artiste           | Pays        | Année(s) précédente(s) |
| ----------------- | ----------- | ---------------------- |
| Conchita Bautista | Espagne     | 1961                   |
| Udo Jürgens       | Autriche    | 1964                   |
| Vice Vukov        | Yougoslavie | 1963                   |

## Tableau des votes
| Drapeau des Pays-Bas | Drapeau du Royaume-Uni                            | Drapeau de l'Espagne | Drapeau de l'Irlande | Drapeau de l'Allemagne | Drapeau de l'Autriche | Drapeau de la Norvège | Drapeau de la Belgique | Drapeau de Monaco | Drapeau de la Suède | Drapeau de la France | Drapeau du Portugal | Drapeau de l'Italie | Drapeau du Danemark | Drapeau du Luxembourg | Drapeau de la Finlande | Drapeau de la République fédérative socialiste de Yougoslavie | Drapeau de la Suisse | Total |   |    |
| Pays                 | Pays-Bas                                          |                      | –                    | –                      | –                     | –                     | –                      | 5                 | –                   | –                    | –                   | –                   | –                   | –                     | –                      | –                                                             | –                    | –     | – | 5  |
| Pays                 | Royaume-Uni                                       | –                    |                      | 5                      | –                     | –                     | –                      | 1                 | 6                   | –                    | 3                   | –                   | –                   | 1                     | 5                      | –                                                             | –                    | –     | 5 | 26 |
| Pays                 | Espagne                                           | –                    | –                    |                        | –                     | –                     | –                      | –                 | –                   | –                    | –                   | –                   | –                   | –                     | –                      | –                                                             | –                    | –     | – | 0  |
| Pays                 | Irlande                                           | –                    | –                    | –                      |                       | –                     | –                      | –                 | –                   | –                    | –                   | –                   | 3                   | 5                     | –                      | –                                                             | –                    | 3     | – | 11 |
| Pays                 | Allemagne                                         | –                    | –                    | –                      | –                     |                       | –                      | –                 | –                   | –                    | –                   | –                   | –                   | –                     | –                      | –                                                             | –                    | –     | – | 0  |
| Pays                 | Autriche                                          | –                    | 3                    | –                      | 5                     | –                     |                        | –                 | –                   | –                    | –                   | –                   | 5                   | 3                     | –                      | –                                                             | –                    | –     | – | 16 |
| Pays                 | Norvège                                           | –                    | –                    | –                      | –                     | –                     | 1                      |                   | –                   | –                    | –                   | –                   | –                   | –                     | –                      | –                                                             | –                    | –     | – | 1  |
| Pays                 | Belgique                                          | –                    | –                    | –                      | –                     | –                     | –                      | –                 |                     | –                    | –                   | –                   | –                   | –                     | –                      | –                                                             | –                    | –     | – | 0  |
| Pays                 | Monaco                                            | –                    | 5                    | –                      | –                     | –                     | –                      | –                 | –                   |                      | –                   | –                   | –                   | –                     | –                      | –                                                             | –                    | 1     | 1 | 7  |
| Pays                 | Suède                                             | –                    | –                    | –                      | –                     | –                     | –                      | –                 | –                   | –                    |                     | –                   | –                   | –                     | 3                      | –                                                             | 3                    | –     | – | 6  |
| Pays                 | France                                            | 1                    | –                    | 3                      | 1                     | 3                     | –                      | –                 | –                   | 5                    | –                   |                     | –                   | –                     | –                      | 3                                                             | 1                    | 5     | – | 22 |
| Pays                 | Portugal                                          | –                    | –                    | –                      | –                     | –                     | –                      | –                 | –                   | 1                    | –                   | –                   |                     | –                     | –                      | –                                                             | –                    | –     | – | 1  |
| Pays                 | Italie                                            | 3                    | 1                    | –                      | –                     | 1                     | –                      | –                 | 3                   | 3                    | –                   | 3                   | –                   |                       | –                      | 1                                                             | –                    | –     | – | 15 |
| Pays                 | Danemark                                          | –                    | –                    | –                      | –                     | –                     | –                      | –                 | –                   | –                    | 5                   | –                   | –                   | –                     |                        | 5                                                             | –                    | –     | – | 10 |
| Pays                 | Luxembourg                                        | 5                    | –                    | 1                      | 3                     | 5                     | 5                      | 3                 | –                   | –                    | 1                   | –                   | –                   | –                     | 1                      |                                                               | 5                    | –     | 3 | 32 |
| Pays                 | Finlande                                          | –                    | –                    | –                      | –                     | –                     | –                      | –                 | –                   | –                    | –                   | –                   | –                   | –                     | –                      | –                                                             |                      | –     | – | 0  |
| Pays                 | Yougoslavie                                       | –                    | –                    | –                      | –                     | –                     | –                      | –                 | –                   | –                    | –                   | 1                   | 1                   | –                     | –                      | –                                                             | –                    |       | – | 2  |
| Pays                 | Suisse                                            | –                    | –                    | –                      | –                     | –                     | 3                      | –                 | –                   | –                    | –                   | 5                   | –                   | –                     | –                      | –                                                             | –                    | –     |   | 8  |
| Pays                 | Le tableau suit l'ordre de passage des candidats. |                      |                      |                        |                       |                       |                        |                   |                     |                      |                     |                     |                     |                       |                        |                                                               |                      |       |   |    |

## Télédiffuseurs
| Pays        | Télédiffuseur(s)            | Commentateur(s)  | Porte-parole          |
| ----------- | --------------------------- | ---------------- | --------------------- |
| Allemagne   | ARD Deutsches Fernsehen     | Hermann Rockmann | Lia Wöhr              |
| Autriche    | ORF                         | Emil Kollpacher  | Ernst Grissemann      |
| Belgique    | RTB                         | Paule Herreman   | Nand Baert            |
| Belgique    | BRT                         | Herman Verelst   | Nand Baert            |
| Danemark    | DR TV                       | ?                | Bent Henius           |
| Espagne     | TVE                         | Federico Gallo   | Pepe Palau            |
| Finlande    | TV-Ohjelma 1                | Aarno Walli      | Poppe Berg            |
| France      | Première Chaîne ORTF        | Pierre Tchernia  | ?                     |
| Irlande     | Radio Éirann                | Kevin Roche      | Frank Hall            |
| Irlande     | Telefís Éirann              | Bunny Carr       | Frank Hall            |
| Italie      | Programma Nazionale (Rai 1) | Renato Tagliani  | Renato Tagliani       |
| Luxembourg  | Télé Luxembourg             | Pierre Tchernia  | ?                     |
| Monaco      | Télé Monte Carlo            | Pierre Tchernia  | ?                     |
| Norvège     | NRK                         | Erik Diesen      | Sverre Christophersen |
| Pays-Bas    | Nederland 1                 | Teddy Scholten   | Dick van Bommel       |
| Portugal    | RTP                         | Henrique Mendes  | Maria Manuela Furtado |
| Royaume-Uni | BBC1                        | David Jacobs     | Michael Aspel         |
| Royaume-Uni | BBC Light Programme         | David Gell       | Michael Aspel         |
| Suède       | Sveriges Radio-TV           | Berndt Friberg   | Edvard Matz           |
| Suisse      | TSR                         | Georges Hardy    | Alexandre Burger      |
| Suisse      | TV DSR                      | Theodor Haller   | Alexandre Burger      |
| Suisse      | TSI                         | Giovanni Bertini | Alexandre Burger      |
| Yougoslavie | Televizija Beograd          | Miloje Orlović   | ?                     |
| Yougoslavie | Televizija Zagreb           | Mladen Delić     | ?                     |
| Yougoslavie | Televizija Ljubljana        | Tomaž Terček     | ?                     |